# Mari
Mari bylo starověké sumerské město v Sýrii, dnešní pahorek Tell Hariri, 11 km severozápadně od Abú Kamalu, asi 3 km od západního břehu řeky Eufrat, asi 120 km jihovýchodně od Dair az-Zauru v Sýrii. Osídlení místa vědci předpokládají od 5. tisíciletí př. n. l., jeho rozkvět sahá mezi 2900–1759 př. n. l., kdy bylo dobyto Chammurapim. Praotec Židů Abrahám údajně přes Mari cestoval na své pouti z Uru do Země zaslíbené.

## Archeologický průzkum
Mari bylo objeveno roku 1933 na východním okraji Sýrie blízko iráckých hranic. Domorodci sem přišli pohřbít své mrtvé a když začali kopat jámu, narazili mezi kamením na starou sochu. Poté o tom dostaly informaci francouzské orgány, pod jejichž správou tehdy Sýrie byla. Do Tell Harírí byl vyslán konzervátor Louvru R. Dussaud, který doporučil začít s odkrývkou. Správa Louvru sestavila expedici, jejímž vedením pověřila André Parrota a 14. prosince 1933 se zde začalo kopat. Financování akce se ujalo francouzské ministerstvo kultury, ministerstvo obrany zajišťovalo technickou pomoc. Objevy na sebe nenechaly dlouho čekat a již příští měsíc byl objeven Ištařin chrám. 23. leden 1934 je dnem objevení ruin města Mari, nejzápadnějšího cípu sumerské kultury, které se objevuje na Sumerském královském seznamu. Vykopávky probíhaly až do září 1939, kdy je přerušila světová válka, ale v letech 1951–1963 práce pokračovaly. Archeologické expedice se tu střídají dosud. Roku 2000 byla odkryta již plocha 1000 × 600 metrů.
Vykopávky objevily celkem osm kulturních vrstev, nejvyšší byla z parthské doby, druhá asyrská a novobabylonská, třetí starobabylónská. Pod ní byla vrstva největšího rozvoje města kolem roku 1900 př. n. l. („období králů z Mari“), pátá vrstva patřila období ensiů z Mari, tj. asi z 22.–21. století př. n. l. Nejstarší, osmá vrstva náležela období současnému s džemdetnasrským. Už z tohoto období jsou základy Ištařina chrámu.

## Archeologické nálezy

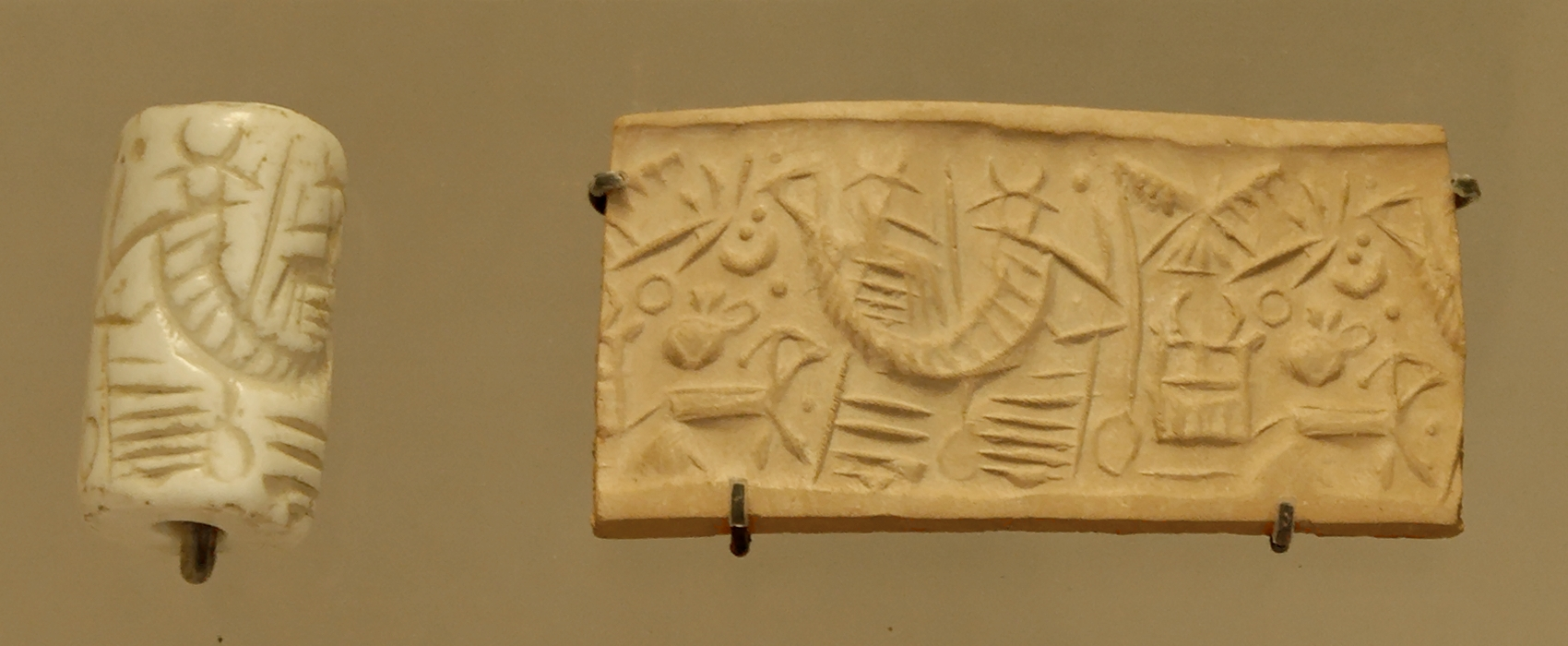
Váleček s výjevy hrdinů bojujících proti zvěři a jeho obtisk. Nalezeno v Ištařině chrámu, cca 2600 př. n. l.

Nejvýznamnějším objevem v Mari je přes 25 000 hliněných tabulek v akkadském jazyce psané v klínových znacích. Mnohé z nich byly velmi dlouhé a nepoškozené, takže jejich rozluštění podalo výborný obraz života starověkého sumerského města. Pahorek byl bohatý i na větší či malé sochy. Zobrazovaly bohy, panovníky Mari, válečníky i kněze, ze zvířat hlavně lvy. Nejstarší sochy byly typicky sumerské, na mladších je patrný semitský vliv. Velmi bohatá byla keramika, na nejvzácnějším kousku bylo padesát dekorativních prvků s náměty geometrickými, které byly kombinovány motivy ze světa zvířat – ryb, ptáků, býků, koz, psů, šakalů, někde najdeme i zobrazení lidí.
V Mari byly vykopány čtyři velké chrámy a zikkurat. Obrovský byl královský palác o rozloze dva a půl hektaru. Měl dvě stě padesát místností a dvorů, zdi se dochovaly až do pětimetrové výšky, dokonce mezi nimi byly i nepoškozené brány. Královské komnaty jsou vyzdobeny barevnými freskami, v trůnním sále je vyobrazen vládce přijímající odznaky své moci z rukou bohyně Ištary. Odkrývka paláce trvala čtyři roky. Některého domácího zařízení (kuchyně s krby, spíže, koupelny z keramiky) by se dosud dalo použít.
Zvlášť cenné nálezy z Ištařina chrámu pocházejí z doby odpovídající vládě 1. dynastie urské, tj. kolem 26.–25. st. př. n. l. Vynikajícím dokladem sumerského vlivu v umění je soška hodnostáře Ebich-Ila. Z této doby pocházejí i dvě velké nádoby, které nasvědčují o obchodních stycích s údolím Indu. Odtud zřejmě pocházejí výrobky ze slonoviny. Jsou zde doložena i jména některých marijských vládců.
Vykopávky z Mari Parrot popsal v řadě monografií a dvou souborných knihách – Mezopotamská archeologie (1946) a Sumer (1960). Z nápisů na tabulkách a sochách sestavil i dějiny města, které končily za nadvlády Parthů na přelomu letopočtu.

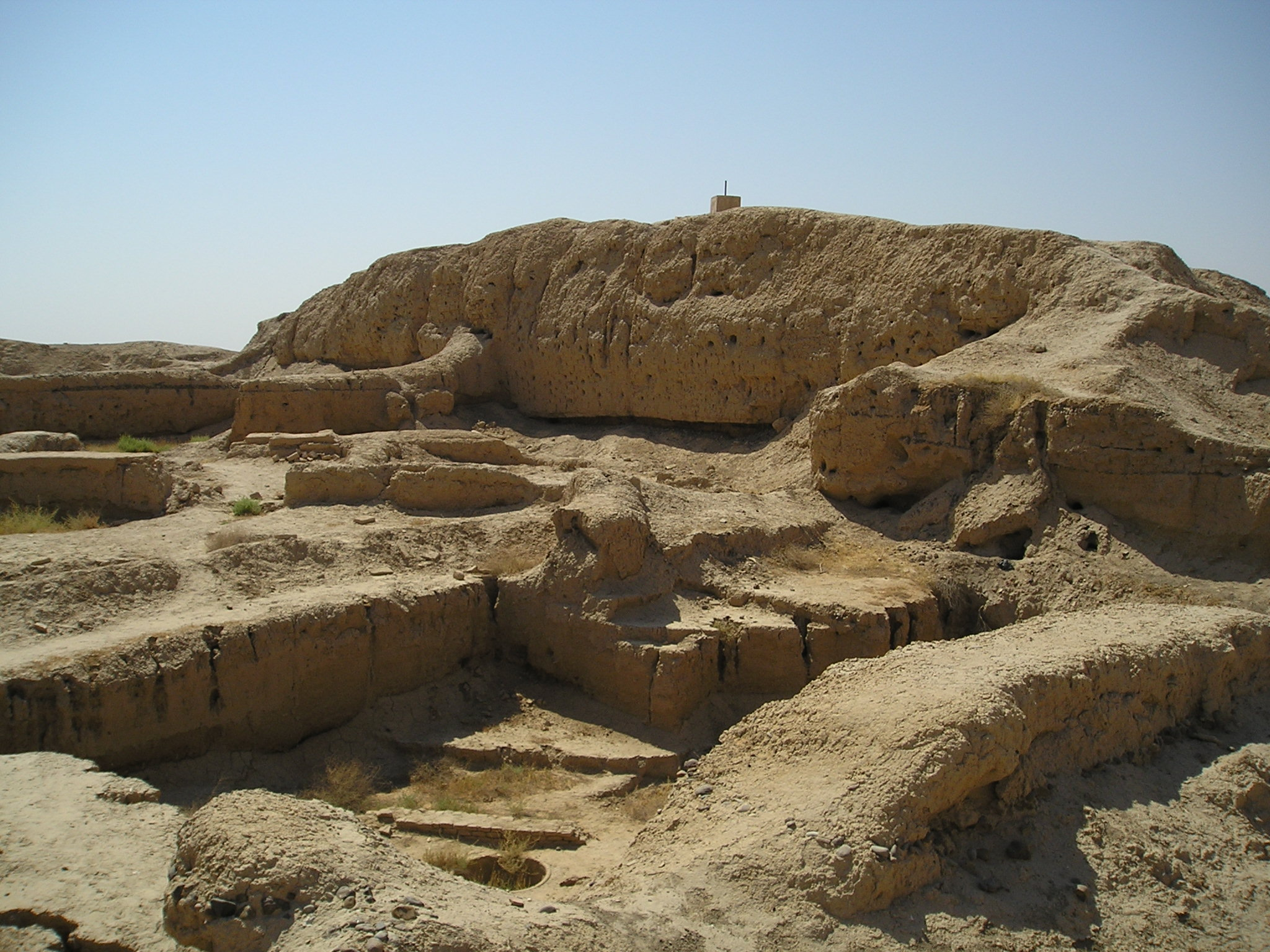
Vykopávky zikkuratu v Mari.

## Dějiny Mari
Mari bylo osídleno nejpozději od 5. tisíciletí př. n. l., ale svůj největší význam získalo během 3. a 2. tisíciletí. Mělo strategicky významnou polohu na řece Eufratu, neboť od něho vedly obchodní cesty na západ do Sýrie a Foinikie i na severovýchod dál podél Eufratu do Malé Asie. Sumerové zde překládali do svých lodí stavební materiál – dřevo a kámen ze severní Sýrie. Po vrcholu, který započal kolem r. 2900 př. n. l., bylo Mari během 24. st. př. n. l. zničeno. Nejznámějším panovníkem tohoto „staršího“ období Mari byl Lamgimari někdy po roce 2600 př. n. l. Zničení města je obvykle připisováno Sargonu I. Akkadskému, ale je možné, že to již byl lagašský lugal Entemena kolem roku 2460 př. n. l., který jako první vládce výboji spojil řadu sumerských měst do jednotného státu. Jiní přičítají zpustošení Mari obchodním konkurentům ze syrského města Ebla.
V době 3. dynastie urské bylo Mari součástí urského státu. K novému vzestupu dochází v Mari až za Amoritů, kteří oblast ovládli na konci doby 3. dynastie urské. Bylo to kolem roku 1900 př. n. l. Amoritští panovníci dovedli Mari k největšímu rozkvětu, jak o tom svědčí obsáhlý archív klínopisných destiček a královský palác. Nejvýznamnějšími vládci byli Jachdunlim, 1825–1810 př. n. l. a jeho syn Zimrilim, 1782–1759 př. n. l. Tito panovníci se aktivně zapojili do politiky mezopotamských států a současně udržovali přátelské styky se syrskými městy, především s Aleppem.
Významným zdrojem bohatství Mari byla úrodná půda neustále rozšiřována výstavbou zavlažovacích zařízení. Hlavním pramenem státních příjmů zůstával obchod. Díky němu marijští vládci získávali měď z Kypru a udržovat styky s Krétou. Obchodní cesty vedly nejen na jih do dolní Mezopotámie, ale i dál do hor Elamu. Městem proudily náklady jako olivy, hrnčířské zboží, porcelán, obilí, dřevo a kámen.
Roku 1810 dobyl Mari asyrský král Šamši-Adad I. a Jachdunlima dal zavraždit. Zimrilim uprchl do Aleppa, hlavního města státu Jamchad. Právě v Mari byla objevena rozsáhlá korespondence Šamši-Adada I., z níž čerpají historikové poznatky o době jeho vlády. Správcem v Mari se v asyrské době stal jeho syn Jasmach-Adad, který byl otcem kárán za netečnost ke svému úřadu. Šamši-Adad ho oženil s dcerou vládce města Katny, uzavíral spojenectví s dalšími syrskými městy proti Jamchadu, odkud mu hrozilo nebezpečí napadení říše.
Po smrti Šamši-Adada I. se rychle zhroutila moc asyrské říše a pod tlakem z města Ešnunna i panství jeho syna v Mari. Do rodného města se vrátil jako nový panovník Zimrilim, jemuž k moci dopomohl jeho tchán, vládce v Jamchadu Jarimlim. I doba Zimrilimovy vlády byla těžká a často musel sáhnout k boji proti polokočovným pasteveckým kmenům. Mari bylo na vrcholu slávy, dokonce vládce Ugaritu na středomořském pobřeží touží uvidět proslavený Zimrilinův palác. Zimrilim udržoval přátelské styky i s babylónským králem Chammurapim. Tomu však stál Zimrilim v cestě za nadvládou v Mezopotámii, a tak asi roku 1759 př. n. l. vytáhl proti Mari, které dobyl a dosadil sem vlastní posádku. O dva roky později nová porážka znamenala definitivní zkázu města. Obyvatelé byli rozprášeni po celé Babylónii a nad slávou Mari se slehla země.

## Společnost Mari
Občané Mari byli známi svým oblečením a účesy, a ačkoliv vzdáleni od jejího centra, byli pokládáni za součást mezopotamské kultury. Obyvatelé Mari uctívali obrovské množství sumerských bohů a bohyň. Bůh bouří Dagan měl sobě zasvěcený chrám, stejně tak bohyně úrody Ištar a Šamaš, bůh Slunce. Šamaš byl pokládán za vševědoucího a vševidoucího. Mnoho pečetí ho znázorňuje stojícího mezi velkými veřejemi. Přes Mari pronikli sumerští bohové i mezi nesumerská města jako Ebla a Ugarit a ovlivnili jejich národní náboženství.